# U.S. Post Office Hollywood

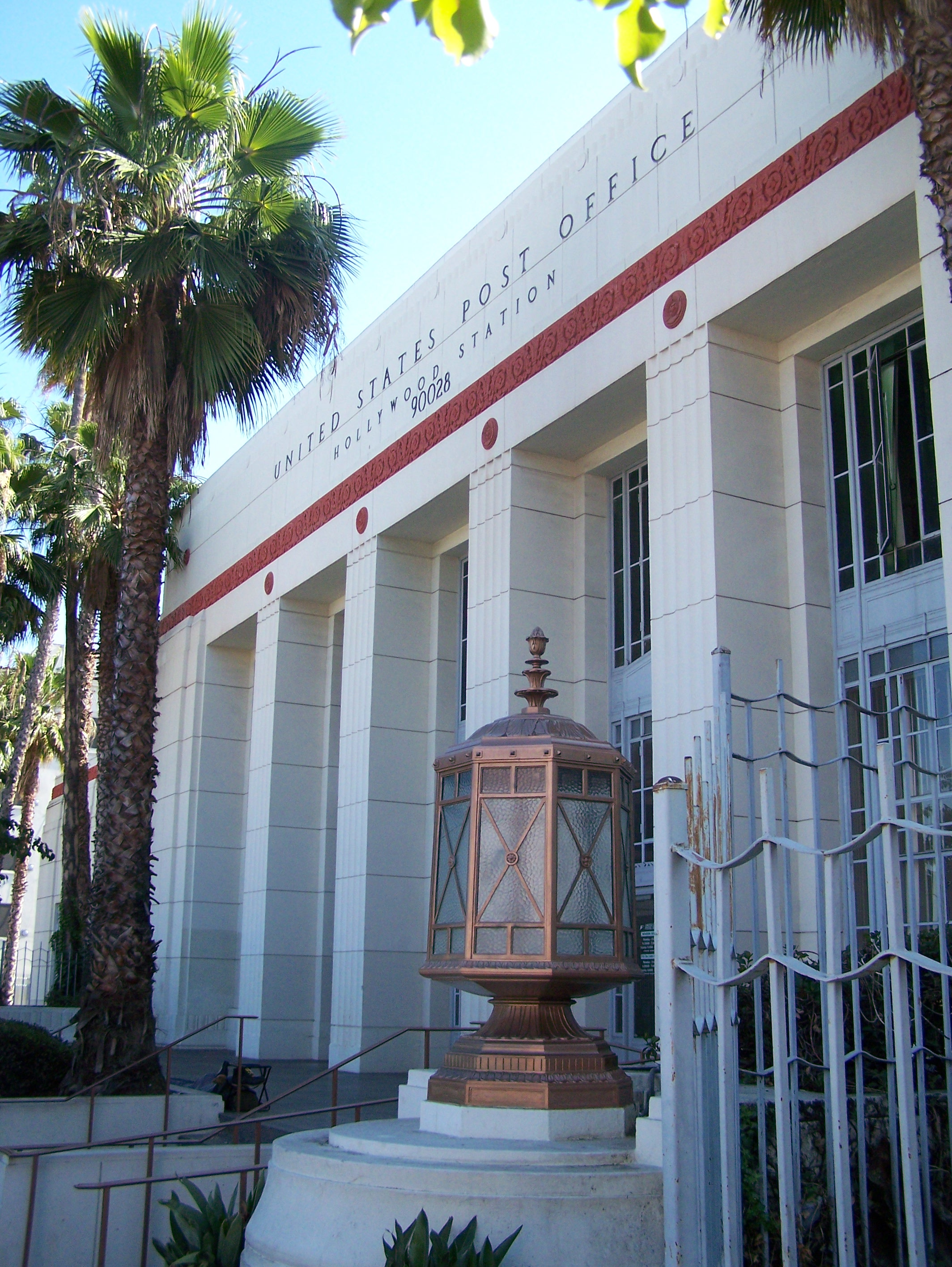
Beelmans Post Office in Hollywood.

Das U.S. Post Office in Hollywood ist das unter anderen für den Zip Code 90048 zuständige Postamt in Hollywood, in Kalifornien. Es wurde am 11. Januar 1985 als Baudenkmal dem National Register of Historic Places hinzugefügt.
Als der renommierte Architekt des Art déco Claud Beelman, damals Partner im Architekturbüro Curlett + Beelman, 1937 durch die Works Progress Administration (WPA) beauftragt wurde, den Bau eines Postamts in Hollywood zu planen, hatte er keine Ahnung, dass dieses Gebäude die Endstation für Liebesbriefe an Hollywood-Stars wie Clark Gable, Judy Garland und anderen werden würde. Das Jahr 1937 war für Beelman erfolgreich, da die WPA ihm auch die Planung der Los Angeles County Fair Gallery übertrug.
Das Bauwerk ist eines der wenigen historischen Regierungsgebäude in Hollywood, die noch nicht dem Abriss preisgegeben wurden, um moderne Apartments zu errichten. Das Postamt ist somit ein stehendes Vermächtnis Beelmans, der sich seine Kunst selbst beigebracht hatte und zur Zeit der Jahrhundertwende zwischen dem 19. und 20. Jahrhundert sich der modernen Architektur verschrieben hatte. Das Bauwerk ist im Stil der Streamline-Moderne errichtet.